# Regionalwahl in Umbrien 2010
Die Regionalwahl in Umbrien 2010 fand am 28. und 29. März statt; der Regionalrat und der Präsident der Region Umbrien wurden gleichzeitig gewählt.

## Wahlergebnis
| Kandidaten                    | Kandidaten              | Stimmen | %    | Listen                  | Stimmen | %    | Mandate |
| ----------------------------- | ----------------------- | ------- | ---- | ----------------------- | ------- | ---- | ------- |
|                               | Catiuscia Marinigewählt | 257.458 | 57,2 | Partito Democratico     | 149.219 | 36,2 | 9       |
| Italia dei Valori             | Catiuscia Marinigewählt | 257.458 | 57,2 | 34.393                  | 8,3     | 1    |         |
| Federazione della Sinistra    | Catiuscia Marinigewählt | 257.458 | 57,2 | 28.331                  | 6,9     | 2    |         |
| Socialisti e Riformisti       | Catiuscia Marinigewählt | 257.458 | 57,2 | 17.167                  | 4,2     | 1    |         |
| Sinistra Ecologia Libertà     | Catiuscia Marinigewählt | 257.458 | 57,2 | 13.980                  | 3,4     | –    |         |
| Mandate der Listengruppe      | Catiuscia Marinigewählt | 257.458 | 57,2 | –                       | –       | 7    |         |
| ↳ Gesamt                      | Catiuscia Marinigewählt | 257.458 | 57,2 | 243.090                 | 58,9    | 20   |         |
|                               | Fiammetta Modena        | 169.568 | 37,7 | Il Popolo della Libertà | 133.531 | 32,4 | 8       |
| Lega Nord                     | Fiammetta Modena        | 169.568 | 37,7 | 17.887                  | 4,3     | 1    |         |
| Nicht gewählte Direktkandidat | Fiammetta Modena        | 169.568 | 37,7 | –                       | –       | 1    |         |
| ↳ Gesamt                      | Fiammetta Modena        | 169.568 | 37,7 | 151.418                 | 36,7    | 10   |         |
|                               | Paola Binetti           | 22.756  | 5,1  | Unione di Centro        | 18.072  | 4,4  | 1       |
| Gesamt                        | Gesamt                  | 449.782 | 100  |                         | 412.580 | 100  | 31      |